# John Paskin Taylor
Pour les articles homonymes, voir John Taylor et Taylor.
John Paskin Taylor, né le 18 mars 1928 à Bangalore dans le Raj britannique et mort le 9 mars 2015 à Boulogne-Billancourt, est un joueur de hockey sur gazon britannique.

## Carrière
John Taylor, qui évolue en club au Rhyl HC, fait partie de la sélection britannique de hockey sur gazon médaillée de bronze aux Jeux olympiques d'été de 1952 à Helsinki. Il joue le match pour la troisième place contre le Pakistan.